# Liste der Monuments historiques in Saales
Die Liste der Monuments historiques in Saales führt die Monuments historiques in der französischen Gemeinde Saales auf.

## Liste der Objekte
| Bezeichnung               | Beschreibung                                                          | Standort                           | Kennzeichnung | Schutzstatus | Datum | Bild |
| ------------------------- | --------------------------------------------------------------------- | ---------------------------------- | ------------- | ------------ | ----- | ---- |
| Skulptur Madonna mit Kind | Holz, farbig gefasst und vergoldet, erste Hälfte des 16. Jahrhunderts | in der Kirche St-Barthélemy (Lage) | PM67000869    | Classé       | 2000  |      |